# ウルリッヒ・ベック
ウルリッヒ・ベック（ドイツ語: Ulrich Beck、1944年5月15日 - 2015年1月1日）は、ドイツの社会学者。

## 生涯
ポンメルンのシュトルプ（現在のポーランド領スウプスク）生まれ。ミュンヘン大学卒業。ヴェストファーレン・ヴィルヘルム大学、オットー・フリードリヒ大学バンベルクを経て、1992年からルートヴィヒ・マクシミリアン大学ミュンヘン（ミュンヘン大学）およびロンドン・スクール・オブ・エコノミクスの社会学教授を務めた。チェルノブイリの原発事故直後に出版された『リスク社会』（1986年）はベストセラーとなった。
2015年1月1日、心筋梗塞のため死去。

## 日本語訳著書

### 単著
- 『危険社会: 新しい近代への道』（二期出版、1988年／法政大学出版局、1998年）
- 『世界リスク社会論――テロ、戦争、自然破壊』（平凡社、2003年→ちくま学芸文庫、2010年）
- 『グローバル化の社会学――グローバリズムの誤謬・グローバル化への応答』（国文社、2005年）
- 『ナショナリズムの超克――グローバル時代の世界政治経済学』（NTT出版、2008年）
- 『〈私〉だけの神――平和と暴力のはざまにある宗教』、岩波書店、2011年
- 『ユーロ消滅?――ドイツ化するヨーロッパへの警告』、岩波書店、2013年
- 『世界リスク社会』、法政大学出版局、2014年
- 『世界内政のニュース』、法政大学出版局、2014年
- 『変態する世界』、岩波書店、2017年

### 共著
- （アンソニー・ギデンズ、スコット・ラッシュ）『再帰的近代化――近現代における政治、伝統、美的原理』（而立書房、1997年）

### 編著
- 『リスク化する日本社会――ウルリッヒ・ベックとの対話』、鈴木宗徳・伊藤美登里と共同編集、岩波書店、2011年。